# Karel Votruba
Karel Votruba byl český fotbalový útočník.

## Fotbalová kariéra
V československé a protektorátní lize hrál za SK Libeň a SK Viktoria Žižkov. V lize odehrál 46 utkání a dal 17 gólů. Začínal ve Spartě Poděbrady, odkud odešel do Unionu Žižkov. Z Viktorie Žižkov se v roce 1941 vrátil do Poděbrad. Kariéru končil v Dobrovici.

### Reprezentace
V roce 1938 nastoupil v 1 utkání za juniorskou reprezentaci. Zápas se hrál v neděli 28. srpna 1938 v Rize a domácí A-mužstvo Lotyšska v něm porazilo československé juniory 2:1 (poločas 1:0).

### Prvoligová bilance
| Ročník               | Zápasy | Góly | Klub               |
| -------------------- | ------ | ---- | ------------------ |
| Státní liga 1938/39  | 19     | 9    | SK Libeň           |
| Národní liga 1939/40 | –      | 7    | SK Viktoria Žižkov |
| Národní liga 1940/41 | –      | 1    | SK Viktoria Žižkov |
| CELKEM               | 46     | 17   |                    |